# Предраг Савић
Предраг Савић (Ваљево, 2. новембар 1964) српски је књижевник и адвокат.

## Биографија
Рођен је у Ваљеву 1964. године. Дипломирао је на Правном факултету у Београду 1988. године. Радио је као новинар Вечерњим новостима, Младости и Омладинским новинама.
Пажњу читалаца привукао је својом првом књигом Роман о Хаџи Рувиму - Калуђер и смрт 2001. године.
Након тога, објављује збирку приповедака Иконе и бисте и роман Светлости православља.
Његов роман Небеска откоманда капетана Сајића говори о капетану војске који током бомбардовања доживљава клиничку смрт и одлази на сабор Светих Срба. Тамо слуша поуке из житија свих светитеља и овај роман поред књижевне вредности има значајну историјску и духовну димензију.
Књигу Искорак ка правди објавио је 2019. године, а роман о несталим причама Иве Андрића под називом Тајна испод мртве мачке објавио је 2024. године.
Био је помоћник министра правде Владана Батића у Влади Зорана Ђинђића.
Живи у Београду.

## Дела
Списак дела Предрага Савића према каталогу НБС:
- Роман о Хаџи Рувиму - Калуђер и смрт,
- Светлости православља,
- Иконе и бисте,
- Небеска откоманда капетана Сајића,
- Искорак ка правди [2]
- Тајна испод мртве мачке [3]
- Ne(o)pravdano zaboravljeni - Dosije o generalu Majsteru i njegovim Srbima izbrisanim iz istorije[4]